# رژیم غذایی پارینه‌سنگی

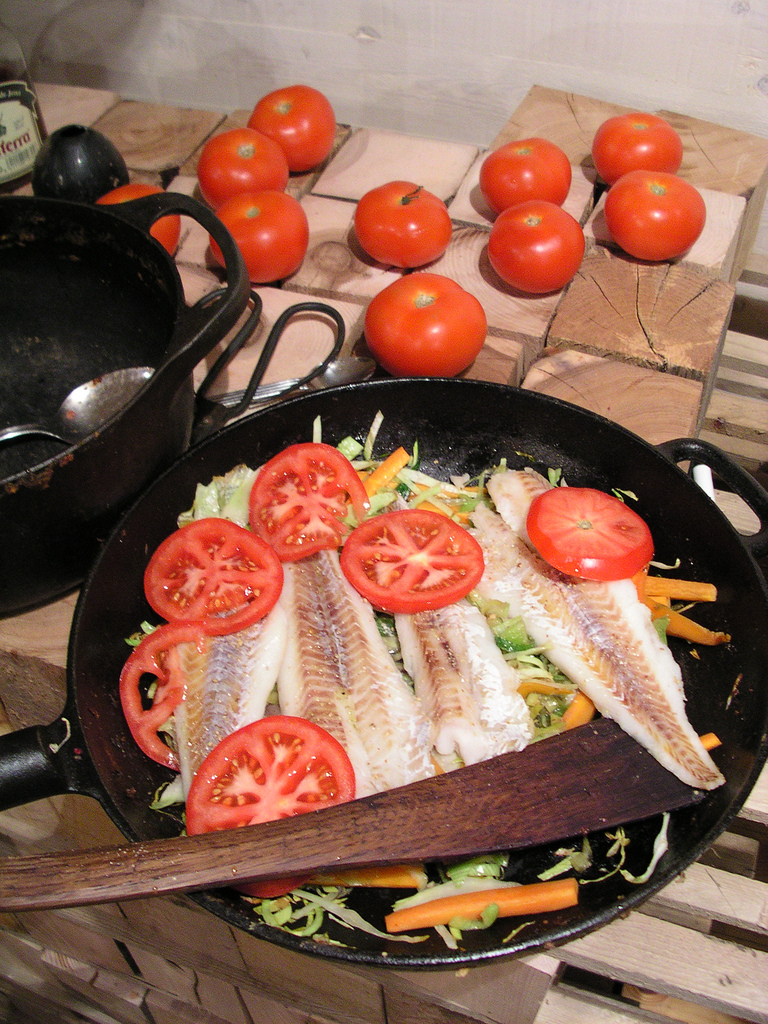
نمونه ای از رژیم غذایی پالئو

رژیم غذایی پارینه‌سنگی، رژیم پالئو، رژیم غارنشینان، یک نوع رژیم غذایی است که در آن به پرهیز از هر نوع غذایی که در دوران پارینه‌سنگی و پیش از دگرگونی‌های حاصل از کشاورزی مورد استفادهٔ انسان‌ها نبوده‌است توصیه می‌شود. در این رژیم غذایی خوردنی‌هایی از جمله گوشت، ماهی، تخم مرغ، سبزیجات، صدف‌ها، ریشهٔ گیاهان، انواع میوه‌ها، میوه‌های مغزدار، قارچهای خوراکی و مانند آن مورد استفاده قرار می‌گیرد و از مواردی مانند سیب‌زمینی، شکر، مواد غذایی فرآوری‌شده، لبنیات، حبوبات و غلات اجتناب می‌شود.
طرفداران این رژیم غذایی معتقدند بدن انسان در طی ۲ میلیون سال خود را برای خوردن غذاهای یافت‌شده در طبیعت تطبیق داده‌است و تغییر ناگهانی در رژیم غذایی که پس از فراهم آمدن زمینه‌های کشاورزی برای انسان رخ داده را مطابق نیازهای بدن او نمی‌دانند و در این زمینه به تغییرات اندک ژنوم انسان طی ده‌هزار سال اخیر استناد می‌کنند.
بر خلاف باوری که در آن این نوع رژیم غذایی را به علت استفاده از گیاهان کاشته‌شده و گوشت‌های غیرفرآوری موجب کاهش اشتها می‌داند، برخی یافته‌های جدید محققان نشان می‌دهد که این نوع رژیم‌هایِ سرشار از فیبر باعث کاهش اشتها نمی‌شوند.
تحقیقی بر روی یک مورد بیمار مبتلا به سندرم ژیلبرت نشان داد علائم بیماری با رژیم غذایی پارینه‌سنگی و به‌خصوص با حالت کتوژنیک آن بهبود یا رفع شدند.